# Lange Linschoten
Pour les articles homonymes, voir Linschoten.
Le Lange Linschoten est un cours d'eau néerlandais, qui coule dans la province d'Utrecht.
Il commence près de Linschoten à proximité de l'A12, depuis la rivière de Linschoten. Comme celle-ci, le Lange Linschoten passe au Linschoterbos (bois de Linschoten), mais contrairement à celle-ci, il ne coule pas vers le nord, mais vers le sud-ouest. La route reliant Linschoten à Oudewater suit en grande partie la rivière.
À Oudewater, le Lange Linschoten se jette dans l'IJssel hollandais. À cet endroit se trouve une écluse pour maîtriser le niveau d'eau de part et d'autre.

## Source
- (nl) Cet article est partiellement ou en totalité issu de l’article de Wikipédia en néerlandais intitulé « Lange Linschoten » (voir la liste des auteurs).